# Air-Algérie-Flug 6289
Am 6. März 2003 verunglückte eine Boeing 737-200 auf dem Air-Algérie-Flug 6289 unmittelbar nach dem Start vom Flughafen Tamanrasset. Von den 103 Insassen überlebte nur ein Fluggast den Unfall.

## Unfallhergang
Die Boeing 737 der Air Algérie befand sich auf einem nationalen Linienflug von Tamanrasset über Ghardaia nach Algier. Die Maschine hob gegen 15:15 Uhr Ortszeit mit annähernd maximalem Abfluggewicht von der Startbahn 02 in Tamanrasset ab. Der Start wurde von der Kopilotin durchgeführt. Als die Boeing eine Höhe von ca. 25 Metern (78 Fuß) erreichte, ordnete die Kopilotin an, das Fahrwerk einzuziehen. Im selben Moment fiel das linke Triebwerk aufgrund eines Turbinenschadens aus. Der Flugkapitän übernahm augenblicklich die Kontrolle über das Flugzeug und setzte den Steigflug fort. Drei Sekunden später fragte die Kopilotin nach, ob sie das Fahrwerk einziehen solle, erhielt aber keine Antwort. Währenddessen nahm die Geschwindigkeit stetig ab. In einer Höhe von ca. 130 Metern (398 Fuß) sank die Geschwindigkeit auf ca. 248 km/h (134 Knoten), woraufhin die Strömung an den Tragflächen abriss und die Maschine abstürzte. Die Boeing 737 schlug 1645 Meter hinter dem Bahnende in felsigem Gelände auf.

## Unfallursache
Der Kapitän setzte den Steigflug nach dem Ausfall des Triebwerks fort, ohne den Steigwinkel entsprechend zu reduzieren. Zudem versäumte es die Besatzung, das Fahrwerk einzuziehen. Dies erhöhte den Luftwiderstand des Flugzeugs und trug zur weiteren Abnahme der Geschwindigkeit bei.